# Economisch Netwerk Albertkanaal
Het Economisch Netwerk Albertkanaal (ENA) is een ruimtelijk samenhangend netwerk van  Vlaamse gemeenten die aan het Albertkanaal liggen. Het netwerk heeft als doel de economische sterkten van het gebied op elkaar af te stemmen en de economische groei gestructureerd op te vangen. De inspanningen over de hele lengte van het Albertkanaal worden gecoördineerd op gewestelijk niveau.
Het netwerk ligt op het grondgebied van twee provincies en 25 gemeenten. Het gaat over Antwerpen, Beringen, Bilzen, Diepenbeek, Geel, Genk, Grobbendonk, Ham, Hasselt, Herentals, Heusden-Zolder, Laakdal, Lanaken, Lummen, Meerhout, Olen, Ranst, Schilde, Schoten, Tessenderlo, Westerlo, Wommelgem, Wijnegem, Zandhoven en Zutendaal.